# Chrysops stonei
Chrysops stonei är en tvåvingeart som beskrevs av Pechuman 1977. Chrysops stonei ingår i släktet Chrysops och familjen bromsar. Inga underarter finns listade i Catalogue of Life.